# Osazony

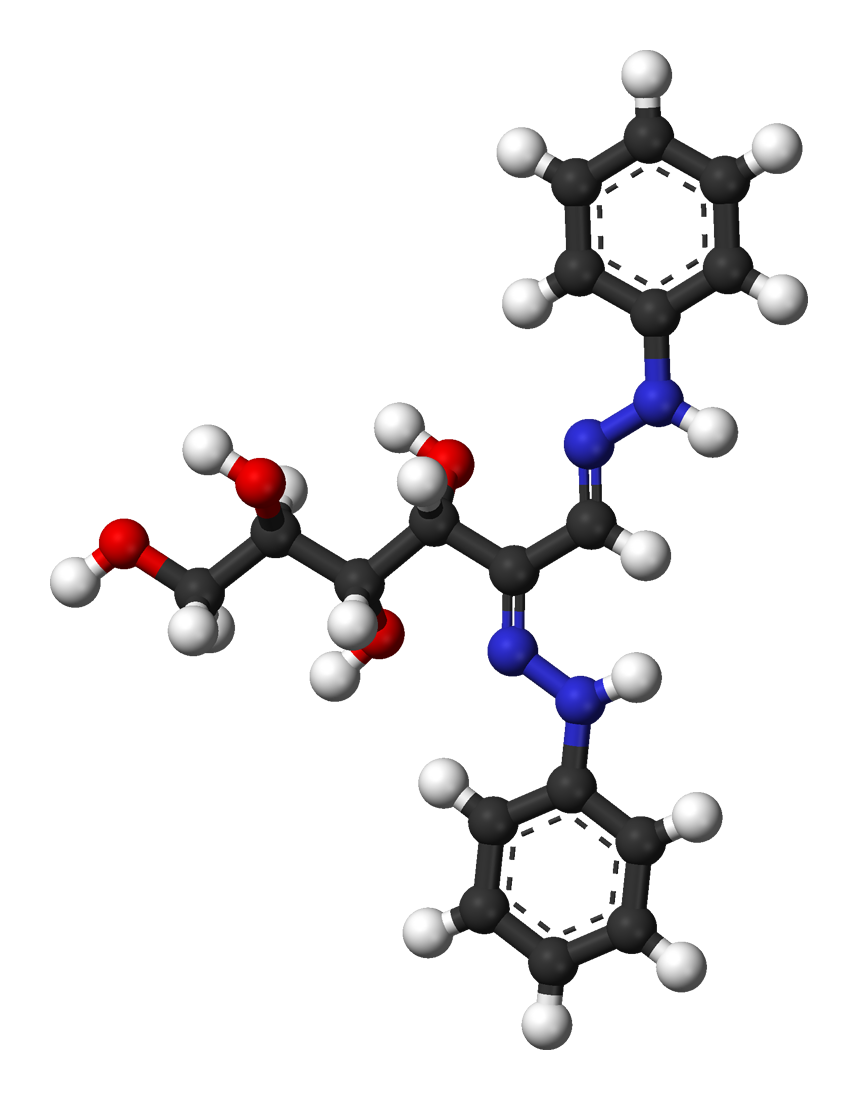
Model molekuly glukosazonu

Osazony jsou deriváty sacharidů vznikající reakcemi redukujících sacharidů s nadbytkem fenylhydrazinu za vyšších teplot.

## Vznik

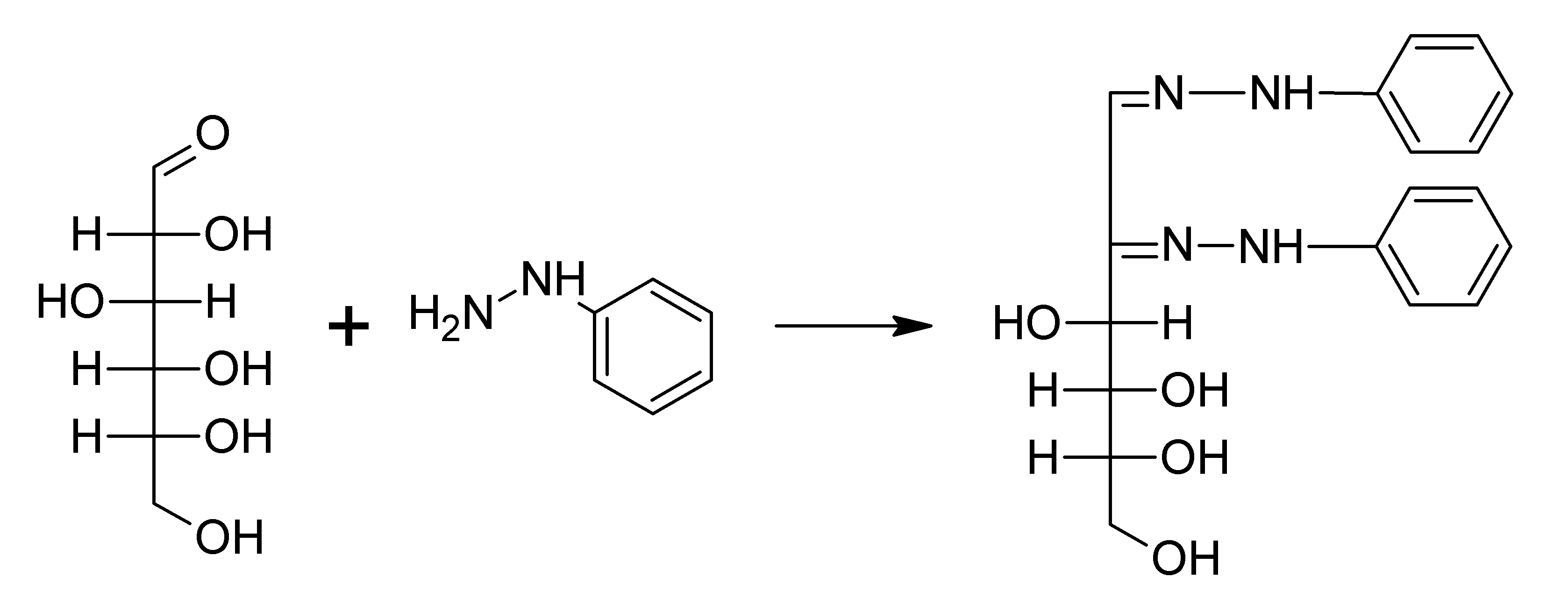
Vznik osazonu z D-glukózy a fenylhydrazinu. Stejný produkt, nazývaný glukosazon, vzniká také z fruktózy a manózy.

Obecný průběh reakce vytvářející osazon

Přípravu osazonů rozvinul Emil Fischer při zkoumání reakcí prokazujících přítomnost monosacharidů.
Dvojice hydrazonových slupin se vytváří oxidací a kondenzací.
K průběhu reakce je nutná volná karbonylová skupina, a neredukující sacharidy, jako je sacharóza, se jí tedy neúčastní.

## Vzhled
Osazony jsou krystalické a výrazně zbarvené; lze je od sebe snadno rozlišit:
- Maltosazon (vzniklý z maltózy) vytváří krystaly ve tvaru okvětních lístků.
- Laktosazon (z laktózy) vytváří krystaly obláčkovitého tvaru.
- Galaktosazon (z galaktózy) má kosočtvercovité krystaly.
- Glukosazon (z glukózy, fruktózy, nebo manózy) poskytuje jehlicovité krystaly.